# اوندا: ۱۰٬۰۰۰ شب در جنگل
اوندا: ۱۰٬۰۰۰ شب در جنگل (فرانسوی: Onoda, 10 000 nuits dans la jungle‎) یک فیلم درام ماجراجویی محصول ۲۰۲۱ به کارگردانی آرتور هراری و نویسندگی کارگردان و وینسنت پومیرو، با همکاری برنارد سنترون است که از زندگی هیرو اوندا الهام گرفته شده‌است. 
این فیلم محصول مشترک بین‌المللی بین فرانسه، ژاپن، آلمان، بلژیک، ایتالیا و کامبوج است. در این فیلم یویا اندو در نقش اوندا، سرباز ژاپنی ایفای نقش می‌کند. اوندا باور نمی‌کرد جنگ جهانی دوم پایان یافته‌است و تا سال ۱۹۷۴ به جنگیدن در جزیره ای دورافتاده در فیلیپین ادامه می‌دهد.